# Claire Curran
Claire Curran (* 10. März 1978 in Belfast, Nordirland) ist eine ehemalige irisch-britische Tennisspielerin.

## Karriere
Curran, die im Alter von acht Jahren mit dem Tennissport begann, gehörte zunächst der irischen, später der britischen Fed-Cup-Mannschaft an.
In ihrer Profikarriere, in der sie nahezu ausschließlich im Doppel antrat, gewann sie 12 Doppeltitel bei ITF-Turnieren. Auf der WTA Tour hingegen blieb ihr ein Erfolg verwehrt.
Bei fünf Teilnahmen im Hauptfeld eines Grand-Slam-Turniers im Doppel kam sie nie über die erste Runde hinaus. Im Mixed trat sie 2005, 2006 und 2007 in Wimbledon an, dabei konnte sie in den letzten beiden Jahren die zweite Runde erreichen.

## Turniersiege

### Doppel
| Nr. | Datum              | Turnier           | Kategorie   | Belag             | Partnerin       | Finalgegnerinnen                      | Ergebnis        |
| --- | ------------------ | ----------------- | ----------- | ----------------- | --------------- | ------------------------------------- | --------------- |
| 1.  | 3. Juni 2001       | Lake Ozark, Texas | ITF $10.000 | Hartplatz         | Teryn Ashley    | Alison Nash Andrea Nathan             | 7:5, 6:1        |
| 2.  | 9. März 2003       | Kairo             | ITF $10.000 | Sand              | Elsa O'riain    | Marielle Hoogland Jennifer Schmidt    | 6:1, 6:4        |
| 3.  | 11. Mai 2003       | Edinburgh         | ITF $10.000 | Sand              | Anna Hawkins    | Jacqueline Fröhlich Daniela Salomon   | w. o.           |
| 4.  | 17. August 2003    | London            | ITF $10.000 | Hartplatz         | Elsa O'riain    | Irina Bulykina Aleksandra Kulikova    | 6:2, 7:65       |
| 5.  | 21. September 2003 | Sunderland        | ITF $10.000 | Hartplatz (Halle) | Helena Ejeson   | Kim Kilsdonk Nicole Kriz              | 6:2, 6:1        |
| 6.  | 19. Oktober 2003   | Cardiff           | ITF $25.000 | Hartplatz (Halle) | İpek Şenoğlu    | Surina De Beer Ilke Gers              | 6:4, 2:6, 6:3   |
| 7.  | 25. Januar 2004    | Hull              | ITF $10.000 | Hartplatz (Halle) | Surina De Beer  | Anna Bastrikova W. Dawydowa           | 6:0, 6:4        |
| 8.  | 15. Februar 2004   | Sunderland        | ITF $25.000 | Hartplatz (Halle) | Kim Kilsdonk    | Helen Crook Martina Müller            | 6:4, 3:6, 6:3   |
| 9.  | 22. Februar 2004   | Redbridge         | ITF $25.000 | Hartplatz (Halle) | Kim Kilsdonk    | Olga Vymetálková Gabriela Chmelinová  | 6:3, 3:6, 7:610 |
| 10. | 1. August 2004     | Lexington         | ITF $50.000 | Hartplatz         | Natalie Grandin | Casey Dellacqua Nicole Sewell         | 7:66, 6:4       |
| 11. | 15. Mai 2005       | Saint-Gaudens     | ITF $50.000 | Sand              | Natalie Grandin | Maria-Jose Argeri Leticia Sobral      | 6:3, 6:1        |
| 12. | 4. Februar 2007    | London-Sutton     | ITF $25.000 | Hartplatz (Halle) | Anne Keothavong | Andrea Hlaváčková Katarína Kachlíková | 4:6, 6:4, 6:2   |